# Cronologia da Reconquista

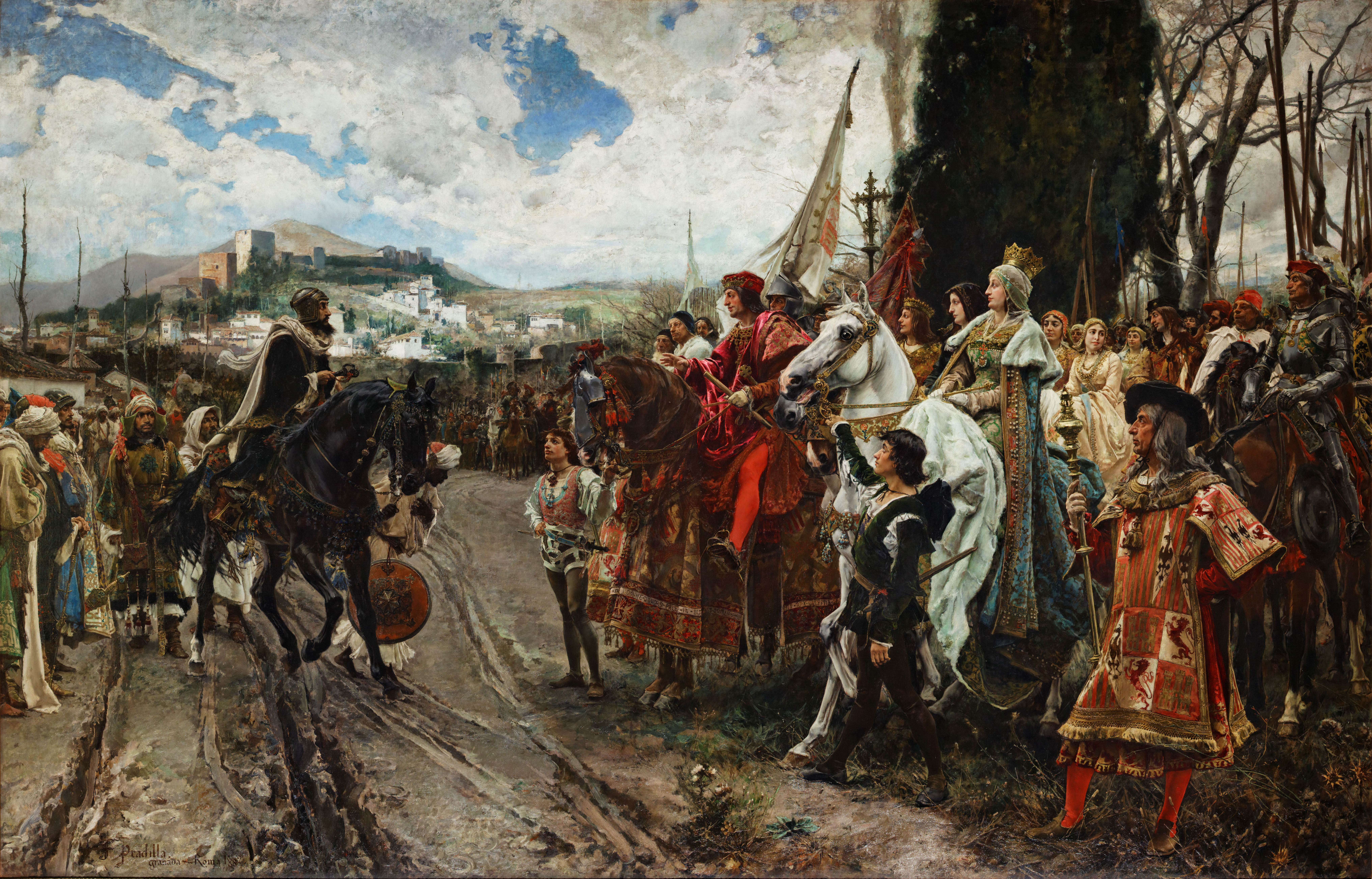
A Reconquista termina com a Guerra de Granada.

A seguinte tabela descreve os acontecimentos da Reconquista, por ordem cronológica.
| Ano(s)    | Descrição |
| --------- | --- |
| 711-718   | Os muçulmanos dão início à invasão árabe da Península Ibérica |
| 718       | Pelágio das Astúrias, um nobre visigodo é eleito rei e avança sobre o exército muçulmano, iniciando a Reconquista Cristã. |
| 750       | Os cristãos, sob o comando de Afonso I das Astúrias, ocupam a Galiza que teria sido abandonada pelos berberes. |
| 791       | Bermudo I das Astúrias é derrotado na Batalha do Burbia pelo andalusino Hixame I, motivo que levaria Bermudo a renunciar ao trono. |
| 791-842   | Afonso II das Astúrias consolida as conquistas e avança para Sul do Rio Douro. |
| 798       | Expedição de Afonso II das Astúrias até Lisboa. |
| 868       | Vímara Peres, filho de Pedro Theon, foi um dos responsáveis pela repovoação da linha entre o Minho e Douro, assim definitivamente conquistado aos muçulmanos no ano de 868. Nesse mesmo ano, tornou-se o primeiro conde de Portucale.                                                                      |
| 873-898   | Vifredo I, Conde de Barcelona institui um reino cristão com alguma independência dos Francos. |
| 905-926   | Sancho I Garcez cria o reino Basco, em Navarra. |
| 930-950   | Ramiro II de Leão derrota Abd al-Rahman III nas batalhas de Simancas, Osma e Talavera. |
| 950-951   | O Conde Fernão Gonzalea cria as fundações para a independência de Castela |
| 981       | Ramiro III de Leão é derrotado pelo Almançor na batalha de Rueda e é obrigado a pagar tributo ao Califado de Córdova. |
| 999-1018  | Afonso V de Castela reconstrói os reinos. |
| 1002      | Última batalha de Almançor: Calatañazor |
| 1000-1033 | Sancho III de Navarra subjuga o condado de Aragão, toma a posse do condado de Castela e ameaça Bermudo III de Leão da sua intenção de se tornar imperador, anexando o Reino de Leão. Contudo, após a sua morte, deixa Navarra para o seu filho, Garcia III, Castela para Fernando I e Aragão para Ramiro I |
| 1035-1063 | Fernando I de Leão conquista Coimbra e impõe tributo às taifas de Toledo, Badajoz e Sevilha. Antes da sua morte, divide os territórios entre os filhos: Castela para Sancho II, Leão para Afonso VI de Castela.                                                                                            |
| 1065-1109 | Afonso VI unifica ambos os reinos sob o seu ceptro e toma Toledo. |
| 1086      | A ameaça cristã alerta os reis das taifas de Granada, Sevilha e Badajoz que pedem auxílio aos Almorávidas. |
| 1102      | O seguidores de Cid deixam Valência e os muçulmanos ocupam a Península até Saragoça. |
| 1118      | Afonso I de Aragão conquista Saragoça. |
| 1135      | Afonso VII de Leão restaura o prestígio da monarquia leonesa e é proclamado imperador. |
| 1147      | Conquista de Lisboa por D.Afonso Henriques aos mouros com a ajuda dos Cruzados. |
| 1151      | Os almóadas, outra dinastia africana, depuseram os Almorávidas e retomaram Almeria. |
| 1162      | Afonso II, filho de Petronila e Raimundo Berengário IV unificam o Reino de Aragão e o Condado de Barcelona. |
| 1195      | O Califado Almóada derrotam o Reino de Castela na Batalha de Alarcos. |
| 1205-1220 | O Papa João XXI nasce em Lisboa. |
| 1212      | Afonso VIII de Castela, Sancho VII de Navarra, Pedro II de Aragão e Afonso II de Portugal saem vitoriosos da Batalha de Navas de Tolosa. |
| 1229      | Jaime I de Aragão, reconquista Mallorca. |
| 1230      | Afonso IX de Leão avança sobre o Guadiana, tomando Mérida e Badajoz, abrindo o caminho para a conquista de Sevilha. |
| 1217-1252 | Fernando III de Castela conquista Córdoba, Múrcia, Xaém e Sevilha. Resta Granada, a única província muçulmana. |
| 1252-1284 | Afonso X de Castela, o Sábio, continua a Reconquista e é obrigado a enfrentar a revolta 'Mudejar' na Andaluzia e Múrcia. Procura ser elegido como imperador do Sacro Império Romano-Germânico em 1257. Afonso X esboça o Fuero de las Leyes, o predecessor das Sete Partidas.                              |
| 1284      | Assembleia de nobres, prelados e cidadãos depõem Afonso X e passam o poder para o seu filho, Sancho IV de Castela |
| 1309      | Fernando IV de Castela toma Gibraltar. |
| 1312-1350 | Afonso XI de Castela e Afonso IV de Portugal lutam pelo Reino Nacérida de Granada e, ao fim de 25 anos de tentativas, em 1340, vencem na Batalha do Salado |
| 1369      | Pedro I de Castela, o Cruel, é assassinado em Montiel pelo seu meio-irmão Henrique de Trastámara, que irá governar como Henrique II. |
| 1464      | Henrique IV de Castela nomeia a sua irmã para o trono, a futura Isabel I de Castela, e deserda a sua filha Joana, La Beltraneja. |
| 1469      | Isabel I de Castela casa com Fernando II de Aragão, unificando a Espanha |
| 1492      | Conquista de Granada - fim da Guerra de Granada e da Reconquista |